# Julius Barheine
Julius Barheine (* 10. Januar 1897 in Halberstadt; † 1. September 1976 ebenda) war ein deutscher Maler und Grafiker.

## Leben und Werk
Der Vater Barheines war Schneider. Er starb 1902, und die fünfköpfige Familie geriet in eine prekäre Lage. Barheine machte von 1911 bis 1915 eine Lehre als Lithograf in der lithografischen Anstalt Louis Koch in Halberstadt. Danach arbeitete er bis 1918 in seinem Beruf. Trotz völliger Taubheit des rechten Ohrs nach einer Mittelohrentzündung wurde er 1918 zum Kriegsdienst eingezogen.
1919 ging Barheine mit etwas erspartem Geld an die Magdeburger Kunstgewerbeschule. Dort war er ein Schüler von Ernst Hoffmann, Franz Fiebiger und Richard Winckel. 1922 brach er das Studium ab, weil sein Geld aufgebraucht war, und er verdingte sich bis 1924 als Arbeiter in der Fürst-Stolberg-Hütte Ilsenburg. 1924 zog er nach Halberstadt und machte gebrauchsgrafische Arbeiten wie Plakat- und Schriftwerbung. Nach einer achtwöchigen Studienreise durch Süddeutschland begann er Ölbilder und Aquarelle zu malen. Im Herbst hatte er seine erste Ausstellung, 1926 eine Ausstellungsbeteiligung. Er ging dann nach Berlin und studierte bis 1934 an den Vereinigten Staatsschulen für freie und angewandte Kunst in Berlin, u. a. bei Hans Danneberg. Auch war er Meisterschüler von Paul Plontke. Daneben arbeitete er für seinen Lebensunterhalt. Zudem konnte er bei Verkaufsausstellungen der Schule einige Bilder verkaufen.
Nach dem Studium ging er zurück nach Halberstadt und arbeitete als freier Künstler. Ab 1935 richtet er sich dort im Fasanenweg 10 ein Atelierhaus ein. Barheine war Mitglied der Reichskammer der bildenden Künste. Für die Zeit des Nationalsozialismus ist seine Teilnahme an mehr als sechs Ausstellungen sicher belegt, darunter die Große Berliner Kunstausstellung 1942. Barheine war auch Mitglied der NSDAP, betätigte sich wohl aber nicht aktiv.
Er nahm als Soldat der Wehrmacht am Zweiten Weltkrieg teil. 1945 wurde sein Atelier in Halberstadt bei einem Bombenangriff zerstört.
1946 kam er aus der Kriegsgefangenschaft wieder nach Halberstadt und arbeitete als freier Künstler, ab 1953 als Mitglied im Verband Bildender Künstler der DDR. Neben seiner freien künstlerischen Arbeit erhielt er eine Anzahl öffentlicher Aufträge, vor allem für baugebundene Werke, und er leitete von 1954 bis 1972 einen Malzirkel, wofür er 1969 den Kunstpreis der Stadt Halberstadt erhielt.
Barheine malte vor allem Landschaften (insbesondere Harzvorland), sowie Akte und Porträts. Als Auftragsarbeit schuf er auch Genre- und Historienbilder und gestaltete Räume mit Fresko-, Sgraffito- und Seccomalerei.
Er war seit 1937 mit Hermine, geb. Tolle (1887–1976) verheiratet, die verfügte, dass sein gesamter Nachlass an das Gleimhaus Halberstadt ging, u. a. mehrere tausend Zeichnungen, Farbholzschnitte, Radierungen, Aquarell-, Pastell-, Öl- und Tempera-Bilder.

## Werke (Auswahl)
- Bildnisstudie einer älteren Frau mit Kopftuch (Öl, 28 × 23,5 cm, 1939; Gleimhaus)[6]
- Rote Tulpen (Öl, 71,5 × 40 cm; Gleimhaus)[7]
- Selbstbildnis (Öl, 41 × 31 cm, um 1950; Gleimhaus)[8]
- Frauenporträt (Öl, 1952)[9]
- An der Bohrmaschine (Pastell, 61 × 61 cm, Entwurf für ein Tafelbild; 1958/1959 ausgestellt auf der Vierten Deutschen Kunstausstellung in Dresden)
- Waldinterieur (Öl, 80 × 100 cm, 1960er/1970er Jahre; Gleimhaus)[10]
- Frauenakt (Öl, 81 × 60 cm, ab 1977; Gleimhaus)[11]
- Wandfries, Hans-Schemm-Schule (später Friedensschule) in Halberstadt

## Einzelausstellungen
- 1926, 1957, 1992 Halberstadt, Städtisches Museum
- 1974 Halberstadt, Kulturbund-Haus
- 1992 Magdeburg, AMO Kultur- und Kongreßhaus